# Guitarra inglesa
La guitarra inglesa es un instrumento de cuerda pulsada en forma de pera con seis órdenes y diez cuerdas. Este cordófono es un tipo de cistro y está relacionado con la guitarra portuguesa y la waldzither alemana. Su popularidad se extendió por diversos lugares de Europa desde aproximadamente 1750 hasta 1850, situándose entre la decadencia del laúd y la llegada de la guitarra española de seis cuerdas.
Se conservan numerosos ejemplares de este tipo de instrumento en instituciones como el Museo de Victoria y Alberto de Londres o el Museo del Pueblo Noruego de Oslo.

## Descripción
La guitarra inglesa tiene una caja de resonancia en forma de pera o almendra, con fondo plano, apertura circular y un mástil más corto de lo habitual. Cuenta con seis órdenes, de los cuales los cuatro más agudos están formados por pares de cuerdas que comparten afinación y los dos más graves formados por una única cuerda. Son un total de diez cuerdas, que están afinadas de la siguiente manera: do–mi–sol/sol–do'/do'–mi'/mi'–sol'/sol'.

### Evolución
Los primeros ejemplos tenían clavijas de afinación similares a las de un violín o un laúd, pero muchos ejemplos de museo tienen lo que ahora se conoce comúnmente como afinadores Preston, una innovación que parece estar estrechamente relacionada con el instrumento. Presenta similitudes con el cistro, como los trastes de metal y un puente móvil sobre el cual las cuerdas metálicas pasan hacia las clavijas, pero sus otras características estructurales y la afinación triádica son distintas.
Una etapa intermedia de desarrollo entre la guitarra inglesa y el cistro es la llamada bell guitterne o citrinchen con el cuerpo en forma de campana descrita por Talbot hacia 1695. El instrumento tiene un fondo plano o ligeramente convexo y cuerdas de metal. Sus seis órdenes presentan una afinación repetitiva do-mi-sol-do'-mi'-sol', siendo los dos inferiores de una sola cuerda y los cuatro superiores dobles, que suman un total de diez cuerdas. Las tres hileras inferiores están sobregiradas. Por lo general cuenta con 12 trastes de latón que abarcan una octava en el mástil y el tamaño más común del instrumento tiene una longitud de 42 cm.
Tanto la guitarra inglesa como la guitare allemande tienen un descendiente moderno en la guitarra portuguesa, que todavía se toca en Portugal.

## Terminología
En Gran Bretaña desde su introducción y durante su período de apogeo era conocido como guitar, guittar, cetra o citra, aplicándose el término "guitarra inglesa" a partir de 1780 cuando surgió la necesidad de distinguirla de la guitarra española. En Francia recibió la denominación cistre y más tarde guitare angloise (guitarra inglesa) entre 1770 y 1780 para distinguirlo de guitare allemande (guitarra alemana) y de la guitare espagnole (guitarra española).

## Usos
La popularidad de la guitarra inglesa reflejó el deseo de la clase adinerada de tocar un instrumento musical sencillo. Burney contó, en Rees's Cyclopædia de 1802, cómo el apogeo de este instrumento hacia 1765 fue tan grande entre todos los rangos de personas que casi arruinó a los fabricantes de clavicémbalos. Jacob Kirkman logró dar la vuelta a esta situación regalando guitarras baratas a sombrereras y cantantes de baladas callejeras, avergonzando así a las damas ricas para que volvieran al clavicémbalo.

## Gallería de imágenes

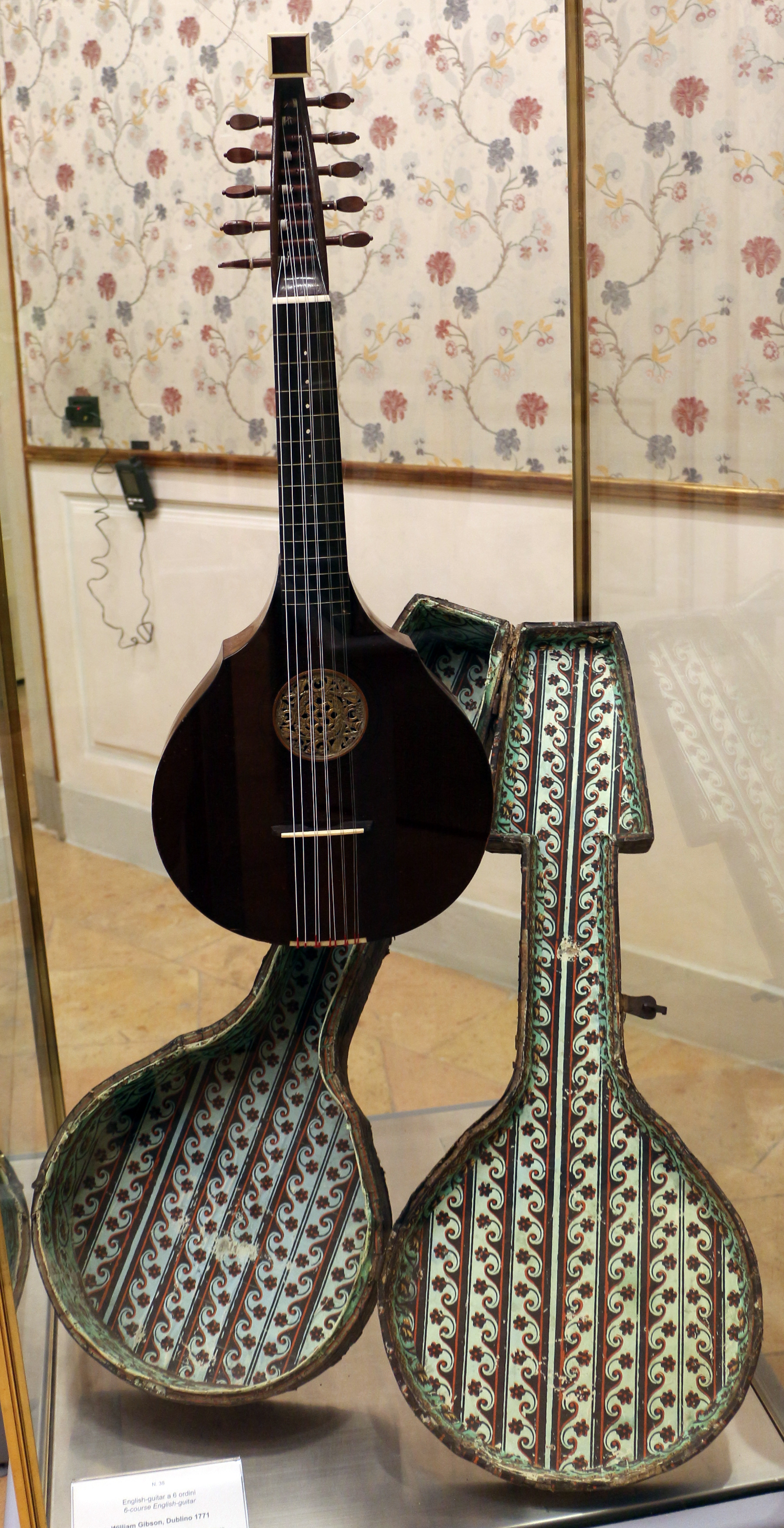
Guitarra inglesa de seis órdenes hecha por William Gibson, Dublín 1771. Museo Civico Ala Ponzone, Cremona.
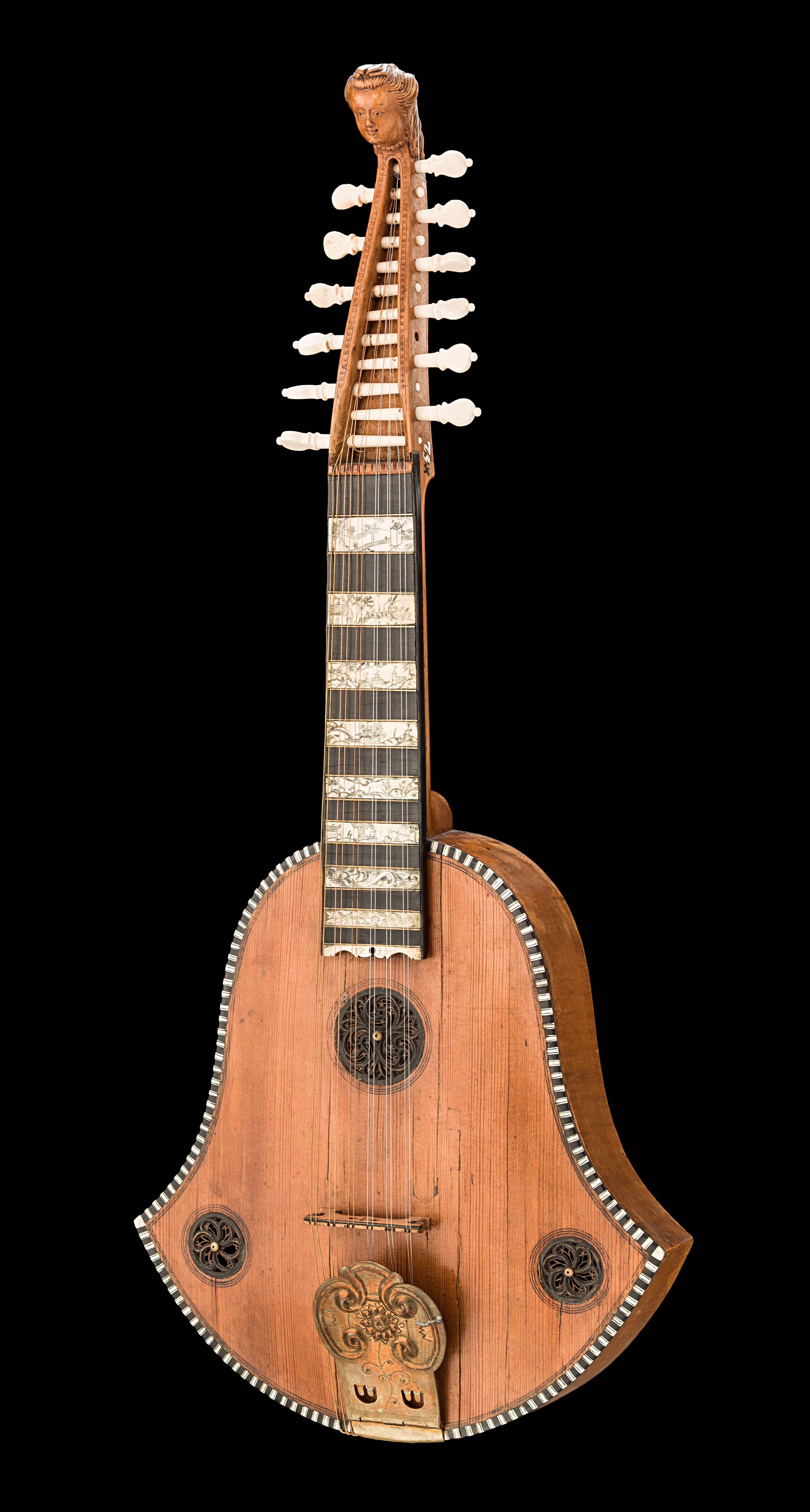
Citrinchen hecho por Michael Paiker, Copenhague 1739. Museo Nacional de Dinamarca.
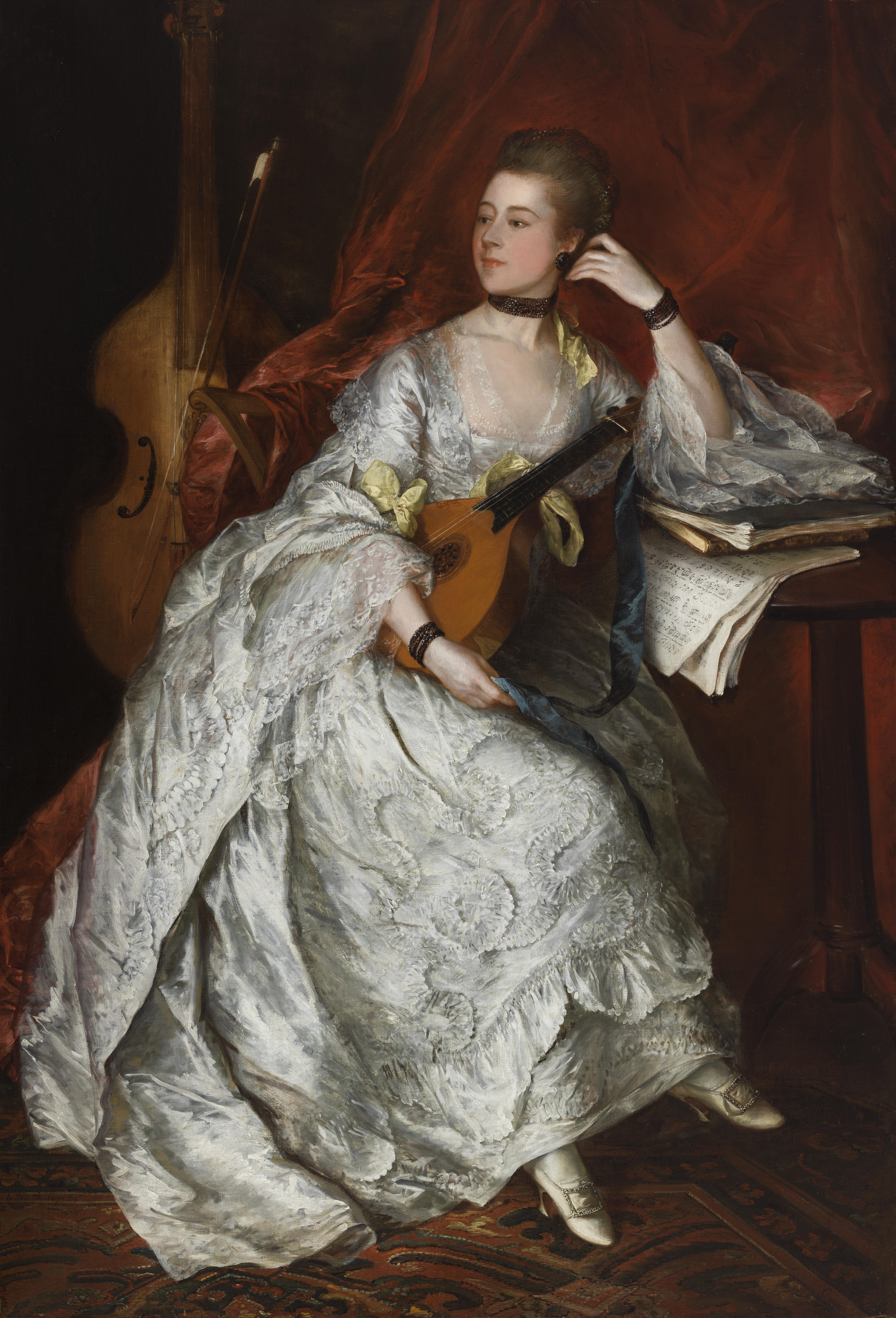
Retrato de Ann Ford (más tarde Sra. de Philip Thicknesse), pintura de Thomas Gainsborough (1760) Museo de Arte de Cincinnati.
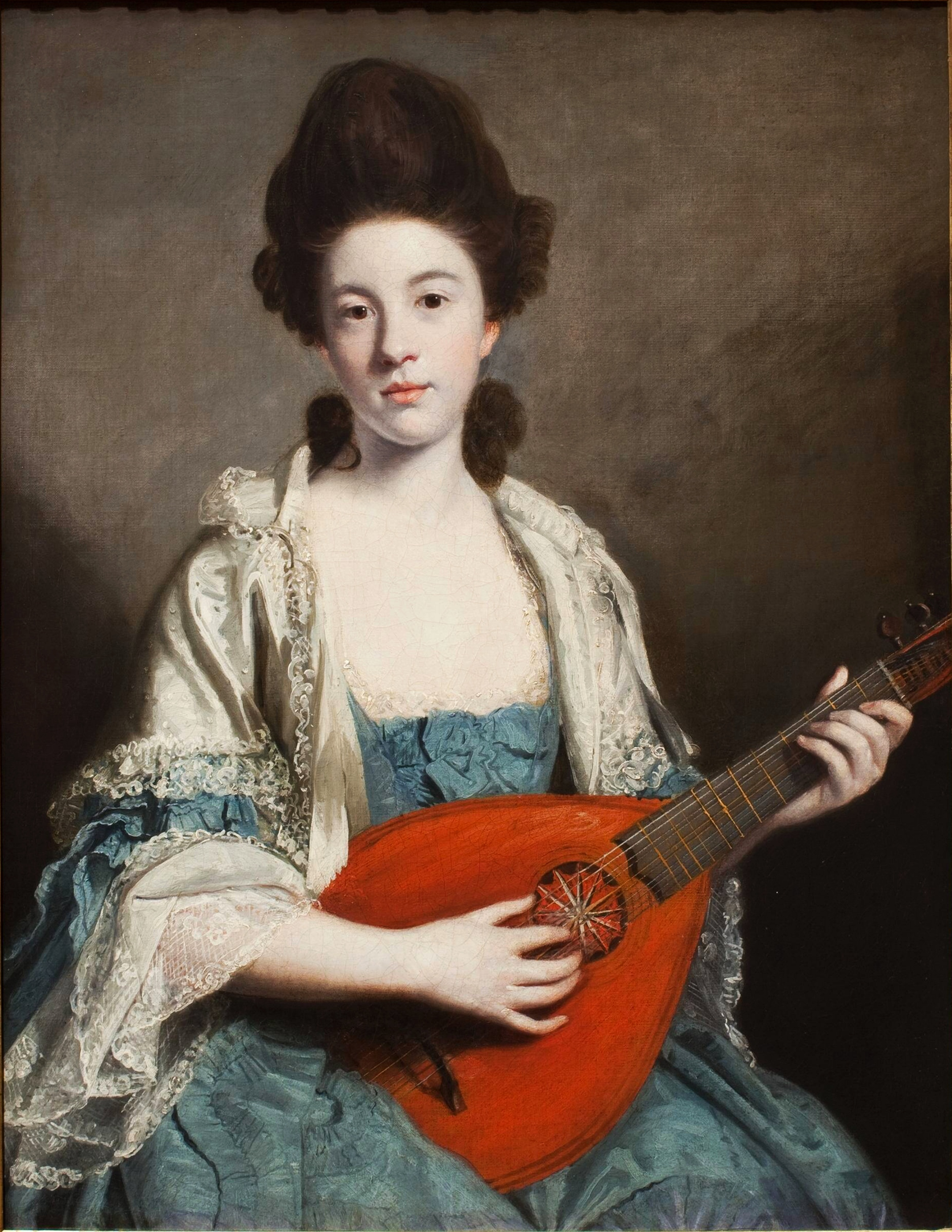
Retrato de la señora Froude tocando una guitarra inglesa o cistro, pintura de Joshua Reynolds (1762). Instituto de Artes de Minneapolis.
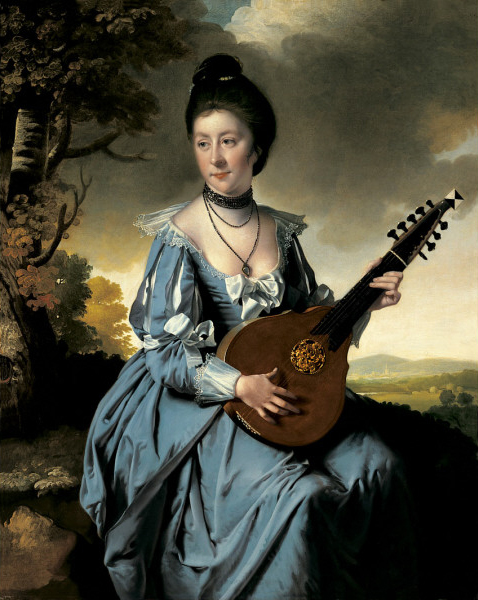
Retrato de la Sra. de Robert Gwillym tocando una guitarra inglesa, pintura de Joseph Wright (1766). Museo de Arte de San Luis.